# Puchar Świata w biegach narciarskich 2014/2015 – Drammen
Dziewiąte zawody Pucharu Świata w biegach narciarskich w sezonie 2014/2015 odbyły się w norweskim Drammen. Konkurencje rozgrywano 11 marca 2015 roku. Zawodnicy i zawodniczki rywalizowali w sprintach indywidualnych stylem klasycznym.

## Program zawodów
| Dzień    | Konkurencja                    | Początek  | Liczba uczestników |
| -------- | ------------------------------ | --------- | ------------------ |
| 11 marca | Sprint st. klasycznym kobiet   | 15:30 CET | 52                 |
| 11 marca | Sprint st. klasycznym mężczyzn | 15:57 CET | 69                 |

## Wyniki

### Sprint kobiet
| Pozycja | Zawodniczka             | Reprezentacja | Wynik        | Strata  |
| ------- | ----------------------- | ------------- | ------------ | ------- |
| złoto   | Maiken Caspersen Falla  | Norwegia      | Finał        | 3:01.37 |
| srebro  | Heidi Weng              | Norwegia      | Finał        | +0.72   |
| brąz    | Marit Bjørgen           | Norwegia      | Finał        | +1.51   |
| 4.      | Maiken Caspersen Falla  | Norwegia      | Finał        | +2.49   |
| 5.      | Stina Nilsson           | Szwecja       | Finał        | +3.49   |
| 6.      | Katja Višnar            | Słowenia      | Finał        | +10,27  |
|         |                         |               |              |         |
| 7.      | Kari Vikhagen Gjeitnes  | Norwegia      | Półfinał (2) | —       |
| 8.      | Kathrine Rolsted Harsem | Norwegia      | Półfinał (2) | —       |
| 9.      | Astrid Jacobsen         | Norwegia      | Półfinał (1) | —       |
| 10.     | Hanna Falk              | Szwecja       | Półfinał (2) | —       |
| 11.     | Aino-Kaisa Saarinen     | Finlandia     | Półfinał (1) | —       |
| 12.     | Anne Kyllönen           | Finlandia     | Półfinał (2) | —       |
| ...     |                         |               |              |         |
| 31.     | Justyna Kowalczyk       | Polska        | Eliminacje   | —       |
| 33.     | Sylwia Jaśkowiec        | Polska        | Eliminacje   | —       |

### Sprint mężczyzn
| Pozycja | Zawodnik              | Reprezentacja     | Wynik        | Strata  |
| ------- | --------------------- | ----------------- | ------------ | ------- |
| złoto   | Eirik Brandsdal       | Norwegia          | Finał        | 2:38,18 |
| srebro  | Finn Hågen Krogh      | Norwegia          | Finał        | 0,56    |
| brąz    | Ola Vigen Hattestad   | Norwegia          | Finał        | +0,63   |
| 4.      | Sondre Turvoll Fossli | Norwegia          | Finał        | +5,31   |
| 5.      | Siergiej Ustiugow     | Rosja             | Finał        | +11,08  |
| 6.      | Nikita Kriukow        | Rosja             | Finał        | RAL     |
|         |                       |                   |              |         |
| 7.      | Anton Gafarow         | Rosja             | Półfinał (2) | —       |
| 8.      | Petter Northug        | Norwegia          | Półfinał (1) | —       |
| 9.      | Timo Andre Bakken     | Norwegia          | Półfinał (1) | —       |
| 10.     | Pål Golberg           | Norwegia          | Półfinał (2) | —       |
| 11.     | Fredrik Riseth        | Norwegia          | Półfinał (1) | —       |
| 12.     | Andrew Newell         | Stany Zjednoczone | Półfinał (2) | —       |
| ...     |                       |                   |              |         |
| 51.     | Maciej Staręga        | Polska            | Eliminacje   | —       |
| 60.     | Konrad Motor          | Polska            | Eliminacje   | —       |